# Парламентарни избори у Аустрији 2006.
Парламентарни избори у Аустрији 2006. су одржани 1. октобра 2006. и били су 23. парламентарни избори у историји Аустрије. На овим изборима велики пораз је доживела  коју је предводио тадашњи канцелар Волфганг Шисел и која је била у коалицији са новооснованом  која је настала из -а. Странка је 2006. по први пут учествовала на парламентарним изборима, а њу је предводио биши лидер FPÖ-а Петер Вестентхалер. Најјача странка је, и поред губитка гласова, поново постала  на челу са Алфред Гузенбауером. Зелена странка на челу са Александер Ван дер Беленом је доспела на треће место по први пут у историји странке.

## Изборни резултати
Резултати парламентарних избора у Аустрији 2006.
| Политичка партија                      | гласова   | гласова  | %     | %     | број посланика | број посланика |
| Политичка партија                      | 2006      | ±        | 2006  | ±     | 2006           | ±              |
| -------------------------------------- | --------- | -------- | ----- | ----- | -------------- | -------------- |
| Социјалдемократска партија Аустрије () | 1.663.986 | −128.513 | 35,34 | -1,17 | 68             | -1             |
| Аустријска народна странка ()          | 1.616.493 | −460.340 | 34,33 | -7,97 | 66             | -13            |
| Зелени - Зелена алтернатива ()         | 520.130   | +55.150  | 11,05 | +1,58 | 21             | +4             |
| Слободарска партија Аустрије ()        | 519.598   | +28.270  | 11,04 | +1,03 | 21             | +3             |
| Савез за будућност Аустрије ()         | 193.539   | -        | 4,11  | -     | 7              | +7             |
| Остале партије                         | 194.535   | -        | 4,2   | -     | 0              | 0              |
| Укупно                                 | 4,708,281 |          | 100   |       | 183            |                |

Од 6.107.892 регистрованих гласача на изборе је изашло 78,50%

## Последице избора
После тромесечних преговора објављено је 8. јануара 2007. да ће први пут после 1999. SPÖ и ÖVP направити велику коалицију. На место канцелара је постављен председник SPÖ-а Алфред Гузенбауер.